# Alyssa Jacey
Alyssa Jacey (La Jolla, 28 december 1981) is een Amerikaans singer-songwriter en voormalig danseres. Als indie artieste brengt Jacey haar muziek in eigen beheer uit.

## Biografie
Alyssa Jacey werd geboren in La Jolla, een badplaats binnen de grenzen van San Diego. Ze was enige jaren danseres en choreografe in Los Angeles waar ze bescheiden succesjes behaalde zoals dansen tijdens de halftime show van Super Bowl XXXVII. Enigszins ontevreden keerde ze terug naar haar geboortestad waar ze, aangespoord door vrienden, als muzikante actief werd hoewel ze op dat moment geen muzikale aspiraties had. Haar debuutalbum Closed eyes... ...open heart verscheen in 2005. In 2013 werd ze genomineerd voor een Nashville Independent Music Award in de categorie Best Live Country Performer(s).

## Stijl
Jacey's werk wordt tot country en pop gerekend. John Apice van Americana Highways, een website die zich richt op americana, recenseerde het livealbum Alyssa LIVE! en merkte op dat ze tussen de nummers door graag kletst: "(...) her between-song banter is friendly & joyful in an early Joni Mitchell voice."

## Discografie

### Studioalbums
- Closed eyes... ...open heart, 2005
- Here's to change, 2010
- On the spot, 2012
- Destined, 2014

### Ep's
- Alyssa Jacey, 2005
- The soul, 2006
- Turning points, 2009
- Heart breathe, 2015